# Global Network of People living with HIV/AIDS
Het Global Network of People living with HIV/AIDS (GNP+) is een wereldwijd netwerk voor en door mensen met hiv/aids. Het doel van GNP+ is het verbeteren van de levenskwaliteit van mensen die leven met hiv/aids.
Het centrale secretariaat van de organisatie is in Amsterdam.
GNP+ is gebaseerd op 'The Global Advocacy Agenda', die zich richt op het wereldwijd bevorderen van de toegang tot hiv-zorg en -geneesmiddelen, het bestrijden van stigmatisering en de discriminatie van mensen die leven met hiv/aids en de bevordering van hun betrokkenheid in beslissingen die hun leven en omgeving raken.
GNP+ heeft zes aangesloten regionale netwerken, die iedere twee leden leveren aan het centrale bestuur van de organisatie.